# Kopytem sem, kopytem tam
Pour plus de détails, voir Fiche technique et Distribution.
Kopytem sem, kopytem tam est un film tchécoslovaque réalisé par Věra Chytilová, sorti en 1987. Il est en compétition au Festival international du film de Moscou 1989.

## Synopsis
Deux amis font le test de dépistage du SIDA, et apprennent que l'un d'entre eux est séropositif.

## Fiche technique
- Titre original : Kopytem sem, kopytem tam (litt. « Un sabot par-ci, un sabot par-là »)
- Réalisation : Věra Chytilová
- Scénario : Věra Chytilová et Pavel Skapík
- Pays d'origine : Tchécoslovaquie
- Format : Couleurs - 35 mm
- Genre : comédie dramatique
- Durée : 129 minutes
- Date de sortie : 1987

## Distribution
- Tomás Hanák : Pepe
- Milan Steindler : Dedek
- David Vávra : Frantisek
- Ivana Kuntová : Petra
- Tereza Kucerová : Jirina
- Renata Becerrova : Hanka
- Bára Dlouhá : Jana
- Chantal Poullain : Hvezda